# خسروی (قائنات)
خسروی روستایی در دهستان قائن بخش مرکزی شهرستان قائنات استان خراسان جنوبی ایران است. بر پایه سرشماری عمومی نفوس و مسکن در سال ۱۳۹۰ جمعیت این روستا ۸۴ نفر (در ۲۸ خانوار) بوده‌است.